# Chiesanuova (Italia)
Chiesanuova (Gesianeuva in piemontese) è un comune italiano di 234 abitanti della città metropolitana di Torino in Piemonte.

## Geografia fisica
Chiesanuova si trova in Valle Sacra in destra idrografica del torrente Piova.

## Società

### Evoluzione demografica
Abitanti censiti

## Amministrazione
Di seguito è presentata una tabella relativa alle amministrazioni che si sono succedute in questo comune.
| Periodo        | Periodo        | Primo cittadino   | Partito      | Carica  | Note  |
| -------------- | -------------- | ----------------- | ------------ | ------- | ----- |
| 21 giugno 1990 | 24 aprile 1995 | Giovanni Perucca  | -            | Sindaco | [ 5 ] |
| 24 aprile 1995 | 14 giugno 1999 | Giovanni Perucca  | -            | Sindaco | [ 5 ] |
| 14 giugno 1999 | 14 giugno 2004 | Giovanni Perucca  | -            | Sindaco | [ 5 ] |
| 14 giugno 2004 | 8 giugno 2009  | Dante Michetti    | lista civica | Sindaco | [ 5 ] |
| 8 giugno 2009  | 26 maggio 2014 | Giovanni Giachino | lista civica | Sindaco | [ 5 ] |
| 26 maggio 2014 | 27 maggio 2019 | Giovanni Giachino | lista civica | Sindaco | [ 5 ] |
| 27 maggio 2019 | 23 luglio 2025 | Piervanni Trucano | lista civica | Sindaco | [ 5 ] |

### Altre informazioni amministrative
Il comune faceva parte della Comunità montana Val Chiusella, Valle Sacra e Dora Baltea Canavesana.